# Чеглаківське сільське поселення
Чегла́ківське сільське поселення (рос. Чеглаковское сельское поселение) — адміністративна одиниця у складі Нагорського району Кіровської області Росії. Адміністративний центр поселення — присілок Чеглаки.

## Історія
Станом на 2002 рік на території сучасного поселення існували такі адміністративні одиниці:
- Заєвський сільський округ (село Заєво, селище Новостройка, присілки Гоглі, Гурінці, Двоєглазовці, Коберці, Лазаренки, Сирчини)
- Кошулінський сільського округу (присілки Кошуліно, Мізонінці, Мікшата, Москвята, Шестепери)
- Нагорський сільський округ (селище, Симоновка, присілки Волчата, Киші, Лихе, Мішковці, Носкови, Плетні, Плетні, Слобода, Труфакінці, Чеглаки, Чекмарі, Шулаки, Шуплеці)
- Ніколаєвський сільський округ (село Ніколаєво, присілки Аникинці, Вагулі, Гасніки, Лижана, Мальгінці, Рибаки, Семінці)
- Шевирталовський сільський округ (присілки Драчки, Зимята, Сосновка, Шевирталово)

Поселення було утворене згідно із законом Кіровської області від 7 грудня 2004 року № 284-ЗО у рамках муніципальної реформи шляхом об'єднання Кошулінського, Нагорського, Ніколаєвського та Шевирталовського сільських округів. 2009 року до складу поселення було приєднано Заєвське сільське поселення.

## Населення
Населення поселення становить 955 осіб (2017; 1002 у 2016, 1033 у 2015, 1068 у 2014, 1098 у 2013, 1153 у 2012, 1242 у 2010, 1986 у 2002).

## Склад
До складу поселення входять 34 населених пункти:
| Населений пункт        | Населення, осіб (2002) | Населення, осіб (2010) |
| ---------------------- | ---------------------- | ---------------------- |
| Аникінці, присілок     | 30                     | 19                     |
| Вагулі, присілок       | 6                      | 0                      |
| Волчата, присілок      | 11                     | 0                      |
| Гасніки, присілок      | 1                      | 1                      |
| Гоглі, присілок        | 94                     | 58                     |
| Гурінці, присілок      | 0                      | -                      |
| Двоєглазовці, присілок | 13                     | 7                      |
| Драчки, присілок       | 3                      | 0                      |
| Заєво, село            | 322                    | 254                    |
| Зимята, присілок       | 0                      | -                      |
| Киші, присілок         | 23                     | 6                      |
| Коберці, присілок      | 2                      | 0                      |
| Кошуліно, присілок     | 151                    | 98                     |
| Лазаренки, присілок    | 0                      | 0                      |
| Лижана, присілок       | 5                      | 4                      |
| Лихе, присілок         | 3                      | -                      |
| Малигінці, присілок    | 35                     | 13                     |
| Мізонінці, присілок    | 0                      | 0                      |
| Мікшата, присілок      | 8                      | 0                      |
| Мішковці, присілок     | 0                      | -                      |
| Москвята, присілок     | 17                     | 13                     |
| Ніколаєво, село        | 141                    | 56                     |
| Новостройка, селище    | 127                    | 94                     |
| Носкови, присілок      | 7                      | 1                      |
| Плетні, присілок       | 19                     | 20                     |
| Плетні, присілок       | 0                      | -                      |
| Рибаки, присілок       | 10                     | 1                      |
| Семінці, присілок      | 11                     | 2                      |
| Симоновка, селище      | 178                    | 0                      |
| Сирчини, присілок      | 7                      | 2                      |
| Слобода, присілок      | 69                     | 18                     |
| Сосновка, присілок     | 89                     | 49                     |
| Труфакінці, присілок   | 39                     | 24                     |
| Чеглаки, присілок      | 170                    | 171                    |
| Чекмарі, присілок      | 4                      | 0                      |
| Шевирталово, присілок  | 329                    | 294                    |
| Шестепери, присілок    | 34                     | 11                     |
| Шулаки, присілок       | 6                      | 1                      |
| Шуплеці, присілок      | 22                     | 25                     |